# 熊本県道36号熊本益城大津線
熊本県道36号熊本益城大津線（くまもとけんどう36ごう くまもとましきおおづせん）は、熊本県熊本市中央区から菊池郡大津町に至る県道（主要地方道）である。

## 概要
熊本市中央区神水2丁目から菊池郡大津町大字下町に至る。
「第二空港線」（熊本市側）・「第三空港線」（大津町側）の通称通り、熊本空港へのアクセス道路として整備された。起点から熊本空港までの区間は片側2車線、熊本空港から終点までの区間は片側1車線であり、全線を通して交通量は多い。また、熊本空港と九州自動車道を結ぶ連絡道路にもなっている。第二空港線は、街路樹景観が優れていることが評価され、読売新聞社選定の「新・日本街路樹100景」（1994年）のひとつに選定されている。
本道路と熊本県道28号熊本高森線・熊本県道206号堂園小森線を経由して南阿蘇方面との行き来も可能である。

### 路線データ
- 起点：熊本市中央区神水2丁目（県庁通り入口交差点、国道57号交点）
- 終点：菊池郡大津町大字下町（大津町下町交差点、国道443号交点、熊本県道202号矢護川大津線終点）
- 総延長：16.1 km

## 歴史
- 1982年（昭和57年） - 建設省告示により主要地方道に指定。その後、この告示に基づき路線認定。

熊本県道206号下町益城線の一部、熊本県道210号下町大津線および熊本県道230号水前寺小森線の一部を統合したもの。
- 1987年（昭和62年） - 全線開通。
- 1993年（平成5年）5月11日 - 建設省から、県道熊本益城大津線が熊本益城大津線として主要地方道に再指定される[2]。

## 路線状況

### 重複区間
- 熊本県道206号堂園小森線（上益城郡益城町大字小谷（おやつ）・益城町小谷交差点[注釈 1] - 上益城郡益城町大字小谷）
- 熊本県道103号熊本空港線（上益城郡益城町大字小谷・益城町小谷交差点[注釈 2] - 上益城郡益城町大字小谷）

### 道路施設

#### 橋梁
- 空港大橋（熊本県道145号瀬田熊本線・熊本県、菊池郡菊陽町 - 菊池郡大津町）

#### トンネル
- 熊本空港地下道：延長468  m、1971年（昭和46年）竣工、菊池郡菊陽町

## 地理

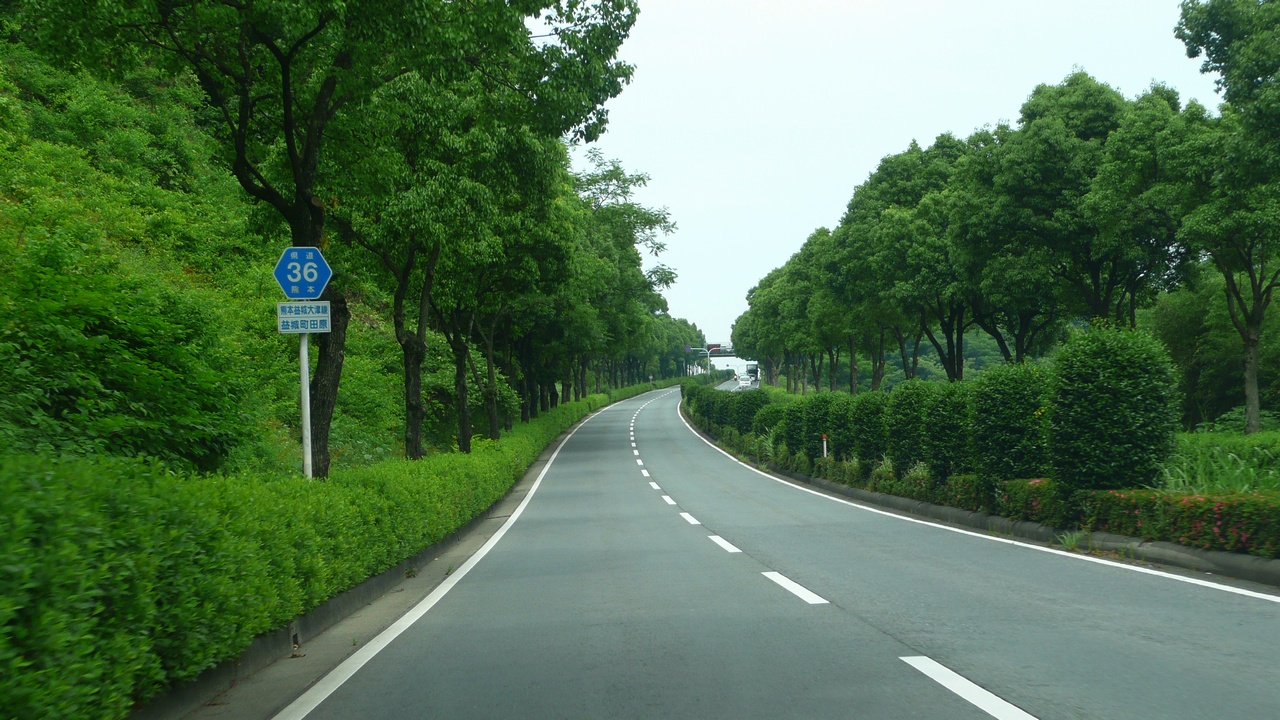
第二空港線（上益城郡益城町）

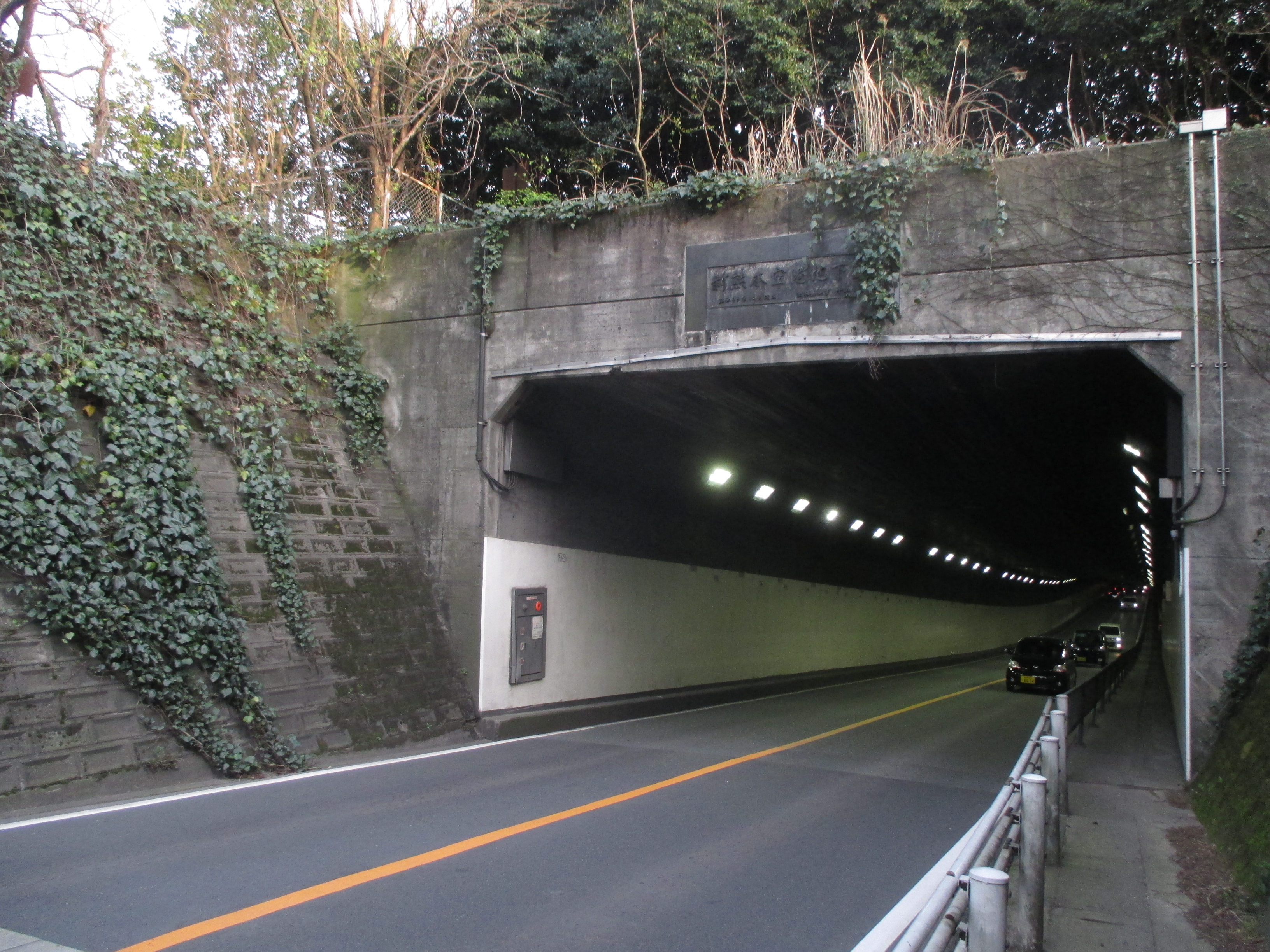
熊本空港地下道

### 通過する自治体
- 熊本市（中央区 - 東区）
- 上益城郡益城町
- 菊池郡菊陽町
- 菊池郡大津町

### 交差する道路
| 交差する道路                                                     | 市町村名 | 市町村名 | 交差する場所       | 交差する場所              |
| ---------------------------------------------------------------- | -------- | -------- | ------------------ | ------------------------- |
| 国道57号                                                         | 熊本市   | 中央区   | 神水2丁目          | 県庁通り入口交差点 / 起点 |
| 熊本県道232号小池竜田線                                          | 熊本市   | 東区     | 桜木6丁目          | 桜木6丁目交差点           |
| E3 九州自動車道                                                  | 上益城郡 | 益城町   | 大字広崎           | 15-1 益城熊本空港IC       |
| 熊本県道235号益城菊陽線                                          | 上益城郡 | 益城町   | 大字惣領           | 益城町安永交差点          |
| 国道443号                                                        | 上益城郡 | 益城町   | 大字平田           | 益城町平田交差点          |
| 熊本県道206号堂園小森線 重複区間起点                             | 上益城郡 | 益城町   | 大字小谷（おやつ） | 益城町小谷交差点          |
| 熊本県道206号堂園小森線 重複区間終点                             | 上益城郡 | 益城町   | 大字小谷           |                           |
| 熊本県道103号熊本空港線 重複区間起点                             | 上益城郡 | 益城町   | 大字小谷（おやつ） | 益城町小谷交差点          |
| 熊本県道103号熊本空港線 重複区間終点                             | 菊池郡   | 菊陽町   | 大字戸次           |                           |
| 熊本県道145号瀬田熊本線                                          | 菊池郡   | 菊陽町   | 大字戸次           | [ 注釈 3 ]                |
| 国道443号 熊本県道202号矢護川大津線 熊本県道207号瀬田竜田線 重複 | 菊池郡   | 大津町   | 大字下町           | 大津町下町交差点 / 終点   |

### 沿線
- 陸上自衛隊 健軍駐屯地
- 熊本市立東町小学校
- 熊本東警察署
- グランメッセ熊本
- 熊本空港